# Palazzo Giugni

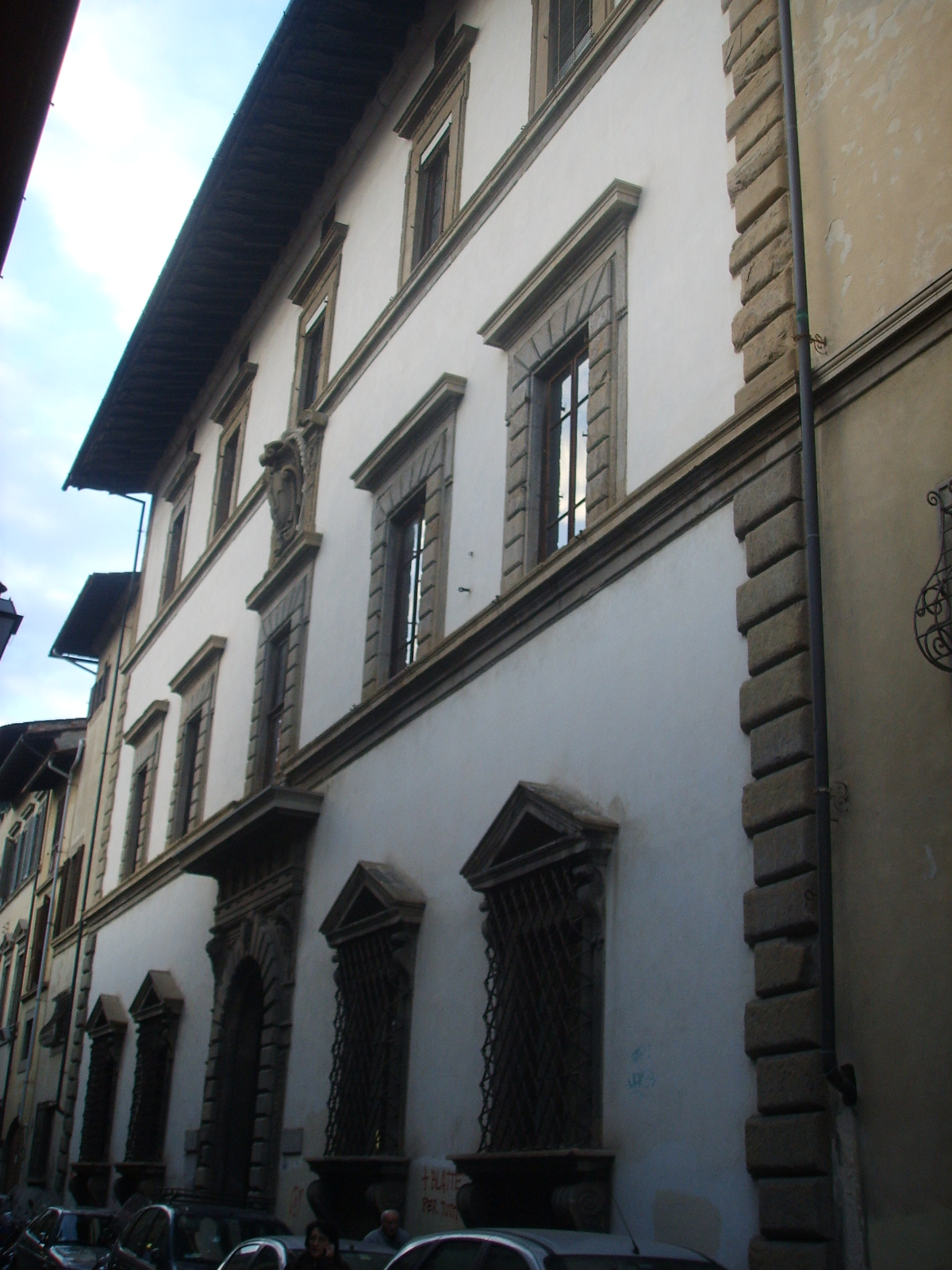
Fachada do Palazzo Giugni.

O Palazzo Giugni é um palácio renascentista de Florença localizado na Via degli Alfani, nº 48.

## História
No lugar onde foi construído o Palazzo Giugni, existia antigamente um convento de freiras terceiras  Camaldulenses, dedicado a Santa Margarida. Neste convento viveu e morreu a Beata Paola, abadessa de Santa Margherita di Cafaggiuolo, no século XIV.
O palácio actual foi desenhado e construído pelo arquitecto Bartolomeo Ammannati, por ordem de Simone da Firenzuola, entre 1565 e 1577. A sua fachada é notável, com detalhes arquitectónicos esculpidos que conciliam os elementos mais clássicos com a criação fantasiosa tipicamente maneirista.
Foi herdado pelos Giugni, Marqueses de Camporsevoli, em 1640. O senador Niccolò Giugni, casado com Cassandra Bandini, recebeu como presente de um tio da sua esposa, o cardeal Ottavio Bandini (1558-1629), uma esplêndida colecção de estátuas antigas, a qual foi embelezar o valioso pátio de Ammannati.
Em 1830, o palácio foi vendido aos Della Porta, os quais, em 1871, encomendaram um restauro ao arquitecto Emilio De Fabris, o mesmo que vencera, havia pouco tempo, o concurso para a realização da nova fachada de Santa Maria del Fiore. Depois disso, chegou por fim às mãos dos Fraschetti, que mantêm a posse do edifício até aos dias de hoje.
O palácio possui um pátio que conduz ao jardim, onde se encontra uma gruta-ninfeu decorada com pedras.
Actualmente, acolhe o "Lyceum Club Internazionale", uma associação cultural cujos sócios são exclusivamente senhoras.

## Galeria de imagens do Palazzo Giugni

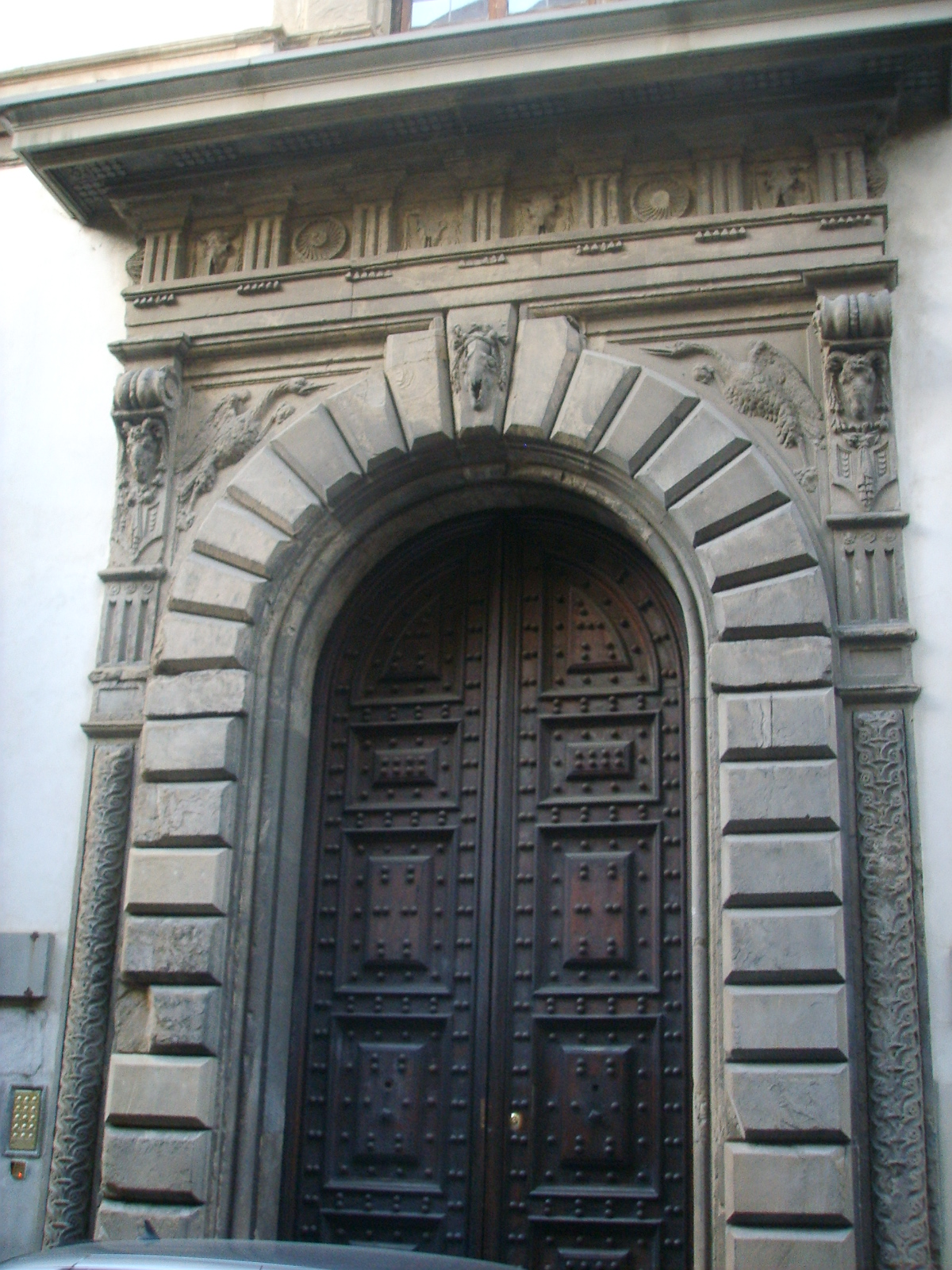
O portal do Palazzo Giugni ricamente esculpido.
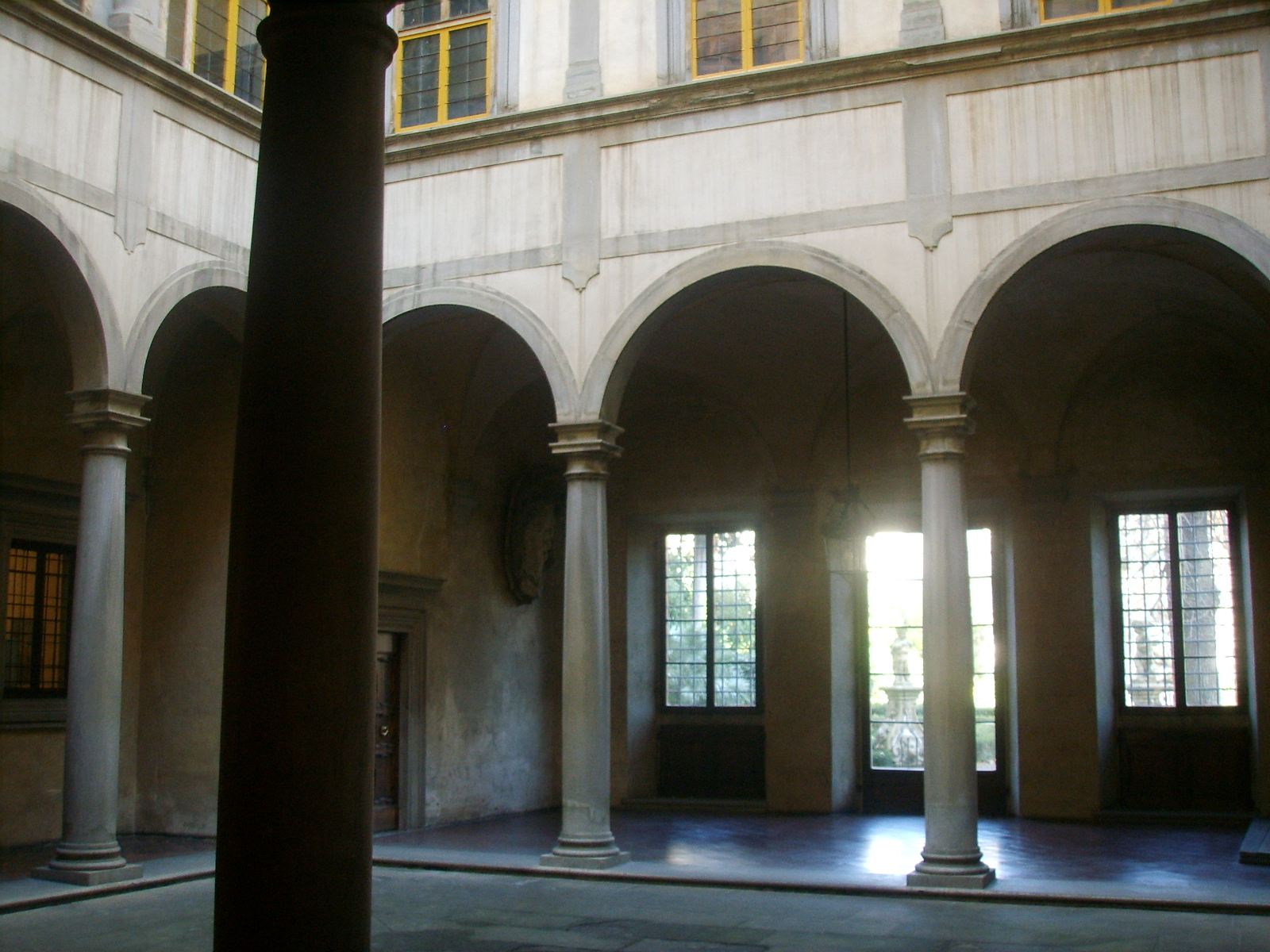
Pátio do Palazzo Giugni.
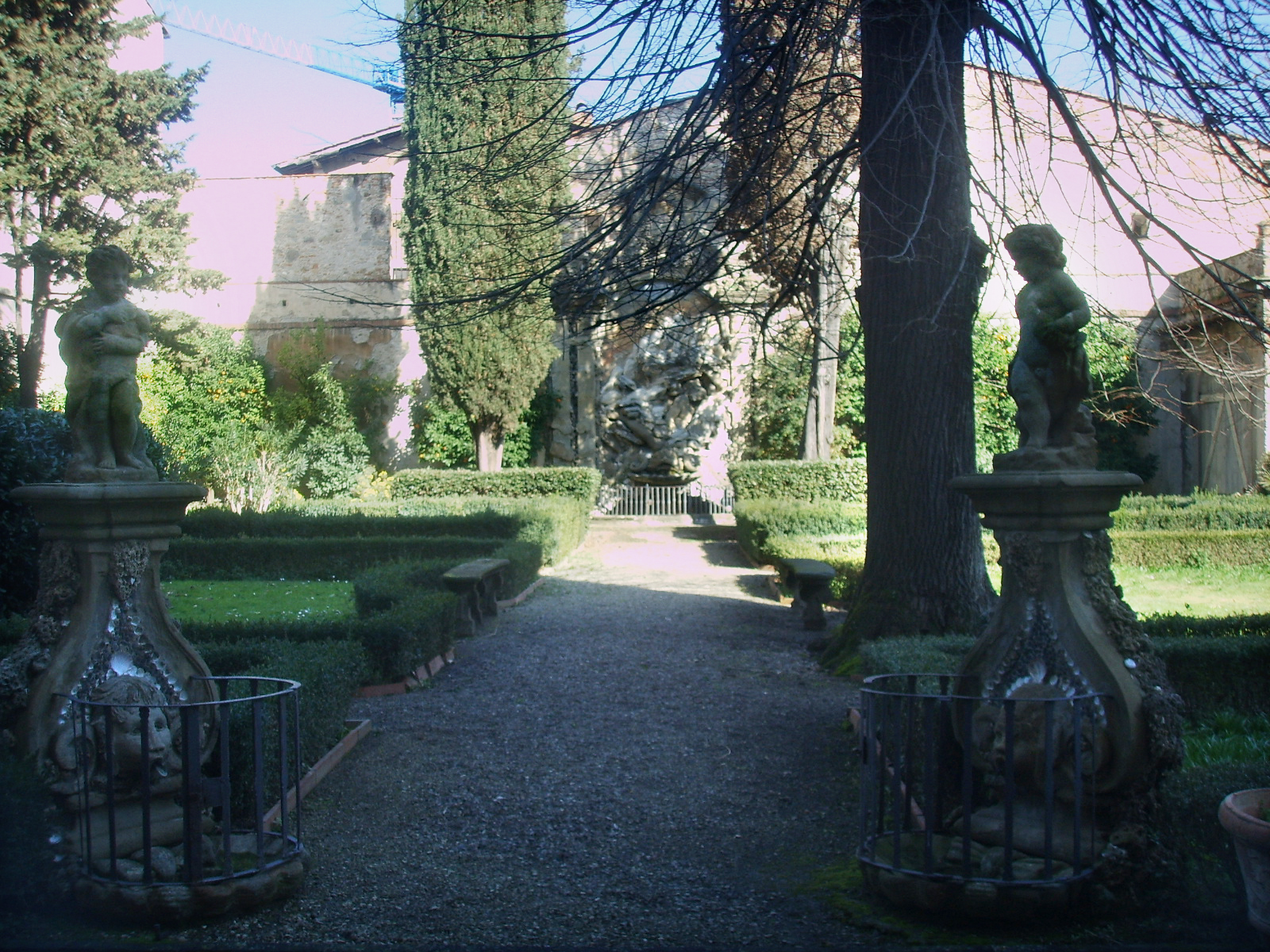
Jardim do Palazzo Giugni.
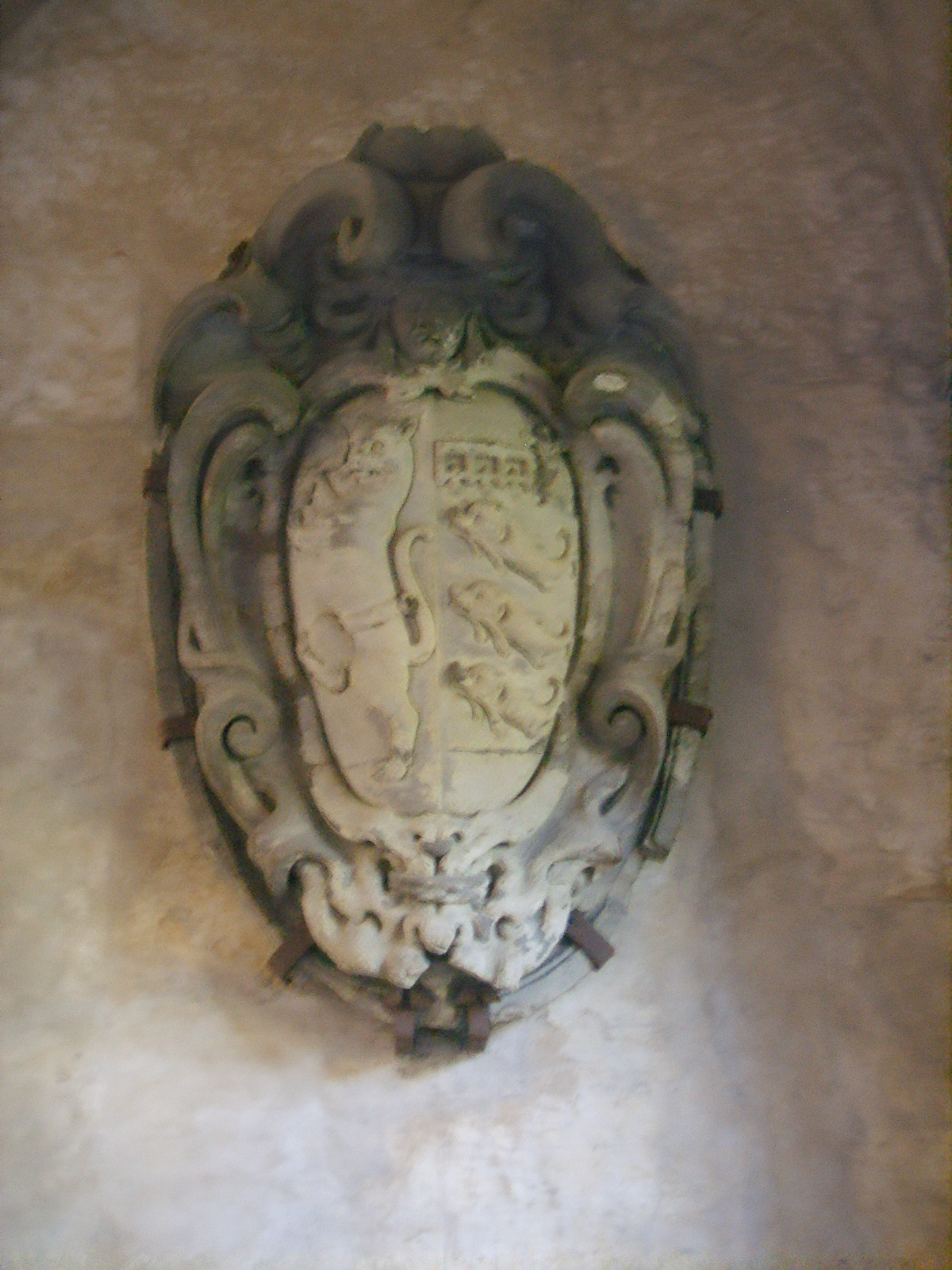
Brasão na fachada do Palazzo Giugni.